# キャラクター

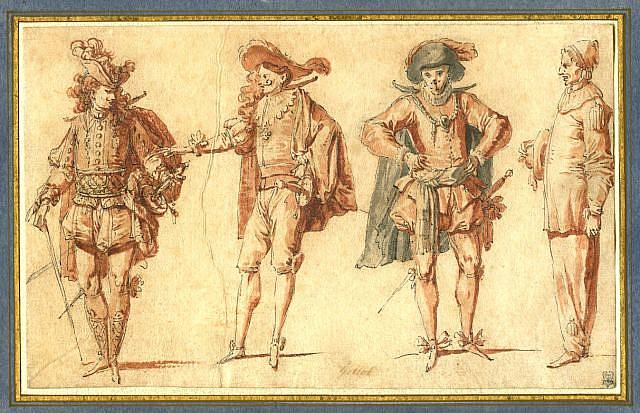
4人のコンメディア・デッラルテの登場人物。その衣装と態度は、このジャンルで描かれている一般的なキャラクターの役割を示している。

キャラクター（語源：character）は、小説、漫画、映画、アニメ、コンピュータゲーム、 広告などのフィクションに登場する人物や動物など（登場人物）、あるいはそれらの性格や性質のこと。また、その特徴を通じて、読者、視聴者、消費者に一定のイメージを与え、かつ、商品や企業などに対する誘引効果を高めるものの総体。

## 概説
人間や動物のような生物や、生物を模したロボットに限らず、さまざまな道具、時には生物の器官、星や元素、さらには感情や自然、国家など、ありとあらゆる概念は擬人化とデフォルメを介することでキャラクター化されうる。略してキャラとも言われる。
「キャラクター」の語源である英語の「character」という語の本来の意味は、「特徴」「性質」などであり、元の語源はギリシャ語で「刻まれた印、記号」。その意味での用例として、似た性質を持つ人物が社会集団に複数いる状態を『キャラがかぶる』と表現することがある。また、人物を意味する場合も本来は架空の登場人物とは限らず、日本語でもCMキャラクターなどは実在の人物をさす用例も多い。
日本語において、架空の登場人物を指す「キャラクター」という言葉は、1950年代にディズニーのアニメーション映画の契約書にあった「fanciful character」を「空想的キャラクター」と訳した際に誕生したとされている。

## 登場人物としてのキャラクター

アニメキャラクター（鬼太郎）の着ぐるみ

通常は物語を構成するために位置づけされる登場人物のことを指す。物語に関与しない群集（モブキャラクター）や通行人などがキャラクターと呼ばれることは少ない。キャラクターには必要に応じて外見的特徴や内面的特徴（具体的には体格、服装、職業、経歴、特技、欠点、口癖など）が設定される。
広く大衆性を獲得した場合、そのキャラクターは帰属する集団の一般的イメージを再定義する。シャーロック・ホームズなどのいわゆる名探偵から連想される探偵像は、現実の21世紀初頭における探偵とは乖離したキャラクター像となる。また、実在した人物を題材にして作品が作られた場合も、実際とは程度の差こそあれ、かけ離れた人物像が広く認識されることもある。たとえば宮本武蔵または坂本龍馬の一般的イメージは、吉川英治や司馬遼太郎の小説作品による影響を色濃く受けている。
また、企業などの放送コマーシャルやポスター媒体の広告モデルとして起用されるタレント・俳優・モデルらのことを「（商品名・または企業名）イメージキャラクター」として紹介される事例も多い。

## キャラとキャラクター
漫画評論家の伊藤剛は、その著書『テヅカ・イズ・デッド』にて、図像として描かれて「人格のようなもの」を想起させ、作品を離れて自律化しうるキャラと、それをベースとしてテクストの背後に人生や生活を感じさせるものとしてのキャラクターを使い分けている。そして、例えば「『NANA』はキャラクターは立っているがキャラは弱い」というように、キャラクターとしての強度とキャラとしての強度は一致しないとしている（『NANA』の例でいえば、登場人物の一人であるハチがあたかも現実に存在するかのように思えるという意味でキャラクターは立っているが、二次創作などを通じて原作と異なる環境でも存在感を発揮するという意味でのキャラの強度は低いと考えられる）。
この「キャラクター」と「キャラ」の使い分けは、しばしば批評家の東浩紀が提示したデータベース消費と絡めて言及される。円堂都司昭によれば、データベース消費論でいうところの物語の水準が「キャラクター」でデータベースの水準が「キャラ」となる。さらに、現実世界における擬似的な仮想人格としてのキャラについて論じるときも、伊藤の「キャラ／キャラクター」の使い分けが援用されることがある。

## キャラクターの商品展開
優れたキャラクターは高い人気を持ち、ぬいぐるみやフィギュアなどの玩具や置物、キャラクターの印刷された衣類や日用品、文房具などの商品によって、キャラクターの出自である作品以上の売上がもたらされることも稀ではない。
漫画やテレビなどのキャラクターを商品に印刷したり、企業のイメージアップに広告などテレビCMに使うなどすると、ライセンス料を払わねばならないためコストは上がるが企業のイメージアップや販促に有効な手段であるので、キャラクターの作成と著作権保有に力を入れている企業、団体も多い。
そのほか、公共交通機関を運営する会社に於いても、会社の所有する乗り物でキャラクターを作ったり、擬人化された動物等に会社の制服を着せる等して、それを、関係施設や切符などにプリントしたりして、イメージアップを進めていたりする。首都高の場合は『Mr.ETC』、東京急行電鉄(東急)の場合は『のるるん』福岡市交通局(福岡市地下鉄)の場合は『ちかまるくん』、京阪電鉄の場合は『おけいはん』と呼ばれるイメージキャラクターが存在する。
「ミッキーマウス」は商業的かつ世界的にも成功したキャラクターのひとつであり、多くのキャラクター商品が販売されている。ゲームの隠しキャラクターだった「うみにん」のように出自の作品の知名度は大して無かったものの、商品化によって人気を獲得する例もある。また、「ハローキティ」「バービー」「モンチッチ」のように商品であることを目的としたキャラクターも多く考案されていて、それらの中には元々背景となる物語が存在しない物もある。

### 対象
70年代以前はキャラクターを使った商品展開の対象は主に子供たちであったが、東京ディズニーランドのオープン以降は大人達へも広がっていき、80年代にはロボットアニメブームにより大人も対象とした商品展開が増え始めた。
近年ではアニメなどの流行により、その対象は広い世代に拡大しつつある。
例えば銀行で既存キャラクターを統一的に使用し、預金者に対しグッズをプレゼントしたりキャッシュカードや通帳に描くことでそのキャラクターのファンに顧客になってもらおうとする広い意味での広告手法は広く取られている（三菱UFJ銀行におけるディズニーキャラクター、横浜銀行におけるトムとジェリーなど）。また、近年ではアニメファンなどを対象とし、キャラクターを用いた商品展開も挙げられる（埼玉県久喜市（旧・鷲宮町）・幸手市におけるらき☆すたを起用した町おこし、秋田県羽後町における西又葵キャラ起用商品など）。

### 各分野のキャラクターグッズ
プロ野球
プロ野球でのキャラクターグッズの第1号はプロ野球選手のサインボールという説がある。朝日新聞夕刊1985年4月12日付で「応援バット」を取り上げた記事の中で「キャラクター商品のはしりは昭和30年代前半。後楽園不動産の渡辺正吾事業部長（59）が、販売部員のとき、サインボールを手がけたのが最初という。『相撲を観に行くと、力士の手形などを土産にくれる。あれがヒントです。長嶋、王の入団で人気が出たのでいけると思った。ただ球団は嫌がるし、ベンチじゃ頼めない。百個ぐらいまとめて選手の家に持ち込み、奥さんに頼んだものです。手土産さげてね。サイン代？一個百円だったかな。飛ぶように売れて、にせものまで出る騒ぎでした」と書かれている。

### 寿命
商品自体の寿命に関わらず、キャラクター人気の移り変わりで捨てられてゴミと化しやすい。『スーパー戦隊シリーズ』や『プリキュアシリーズ』などの子供向けアニメ・特撮の一部の玩具・文具・衣料・食品商品や深夜アニメの文具商品のように、商品の販促を目的とし、供給側（製作者、著作権者、メーカー（スポンサー））の都合で1クール（=3ヶ月）〜1年単位の短期間で頻繁に入れ替わるキャラクター商品で顕著に見られる。またメーカー・問屋・販売店が抱えた在庫商品についても、それらを整理するため安価での販売を余儀なくされることもある。売れ残る場合、値段が下げられない場合、食品など消費期限が短い商品が売れ残った場合は一般廃棄物や産業廃棄物となる可能性がある。

### 市場規模・実態
| 1995: 17500 1996: 16500 1997: 18500 1998: 19300 1999: 20700 2000: 16800 2001: 16300 2002: 16000 2003: 17000 2004: 16420 2005: 16100 2006: 16018 2007: 15936 2008: 15406 2009: 15770 2010: 16170 2011: 16060 2012: 15340 2013: 15700 2014: 16900 2015: 16300 2016: 16000 |

キャラクター・データバンク の調べによると、1995年以後の日本のキャラクターの小売市場（推定）の過去最高は1999年の2兆700億円であり、過去最低は2012年の1兆5340億円である。
バンダイキャラクター研究所（現：キャラ研 ）が2000年に行った調査によると、小学生から60歳代までの日本人のうち、何らかのキャラクター商品を所有している人の割合は83.9%、また好きなキャラクターがあると回答した人の割合は87.0%に達する。

### 法律上の取り扱い
日本の著作権法上、キャラクター（の性格）には著作権を認めていない。キャラクターは漫画・アニメ・小説等の具体的表現から昇華した登場人物の人格ともいうべき抽象的概念であり、具体的表現そのものではなく、著作物ではないとの判断による。
漫画に登場するキャラクターの場合、「絵」が著作物として保護される場合があるが、キャラクター（の性格）自体は保護されない。最高裁はポパイ・ネクタイ事件判決でこの立場に従い、『ポパイ』のキャラクターはポパイの登場する連載漫画から独立した著作物ではない（第1回公表漫画の著作権の保護期間が満了したためポパイの絵の著作権も消滅）と判示した。

## マスコット・キャラクター
団体、商品、催事などの認知度を高める手段として、マスコットキャラクターがよく用いられる。略してキャラクターとも呼ばれる。詳細はマスコットの項を参照のこと。ミッキーマウスやマリオ、パックマンなどが挙げられる。